# Aslackby
Aslackby är en by i civil parish Aslackby and Laughton, i distriktet South Kesteven, i grevskapet Lincolnshire, i England. Byn är belägen 18 km från Grantham. Aslackby var en civil parish fram till 1931 när blev den en del av Aslackby and Laughton och Pointon and Sempringham. Civil parish hade 354 invånare år 1921. Byn nämndes i Domedagsboken (Domesday Book) år 1086, och kallades då Aslachebi.